# Vladimir Wagner
Pour les articles homonymes, voir Wagner.
Vladimir Aleksandrovitch Wagner (en russe : Владимир Александрович Вагнер), né en 1849 à Kalouga près de Moscou et mort le 8 mars 1934 à Léningrad, est un naturaliste et psychologue russe, disciple de Charles Darwin.

## Biographie
Il étudie le droit à l’université de Moscou puis, à partir de 1882, les sciences naturelles. Après avoir obtenu un titre de docteur en zoologie, il commence à enseigner en 1895 à l’Institut de psycho-neurologie de Saint-Pétersbourg.
Dans les années 1880, il conduit avec Vladimir Chimkevitch et Alexandre Ivanovitch Kroneberg des études morphologiques et anatomiques sur les différents arachnides.
Durant la première partie de sa carrière, de 1885 à 1900, il se consacre principalement à l’étude des araignées, à leur mue, proposant en 1888 le premier système de familles d'araignées basé sur les organes copulateurs. Son livre, Industrie des Araneina (1894), consacré aux techniques de tissage de la soie, contient des observations et des illustrations d’une grande qualité.
Le naturaliste américain Henry Christopher McCook a créé le genre d'araignée Wagneria en son honneur transformé en Wagneriana par l'arachnologiste britannique Frederick Octavius Pickard-Cambridge.

## Source
- Pierre Bonnet, Bibliographia araneorum, Toulouse, les frères Doularoude, 1945.